# Stanhopea candida
Stanhopea candida är en orkidéart som beskrevs av João Barbosa Rodrigues. Stanhopea candida ingår i släktet Stanhopea och familjen orkidéer. Inga underarter finns listade i Catalogue of Life.

## Bildgalleri

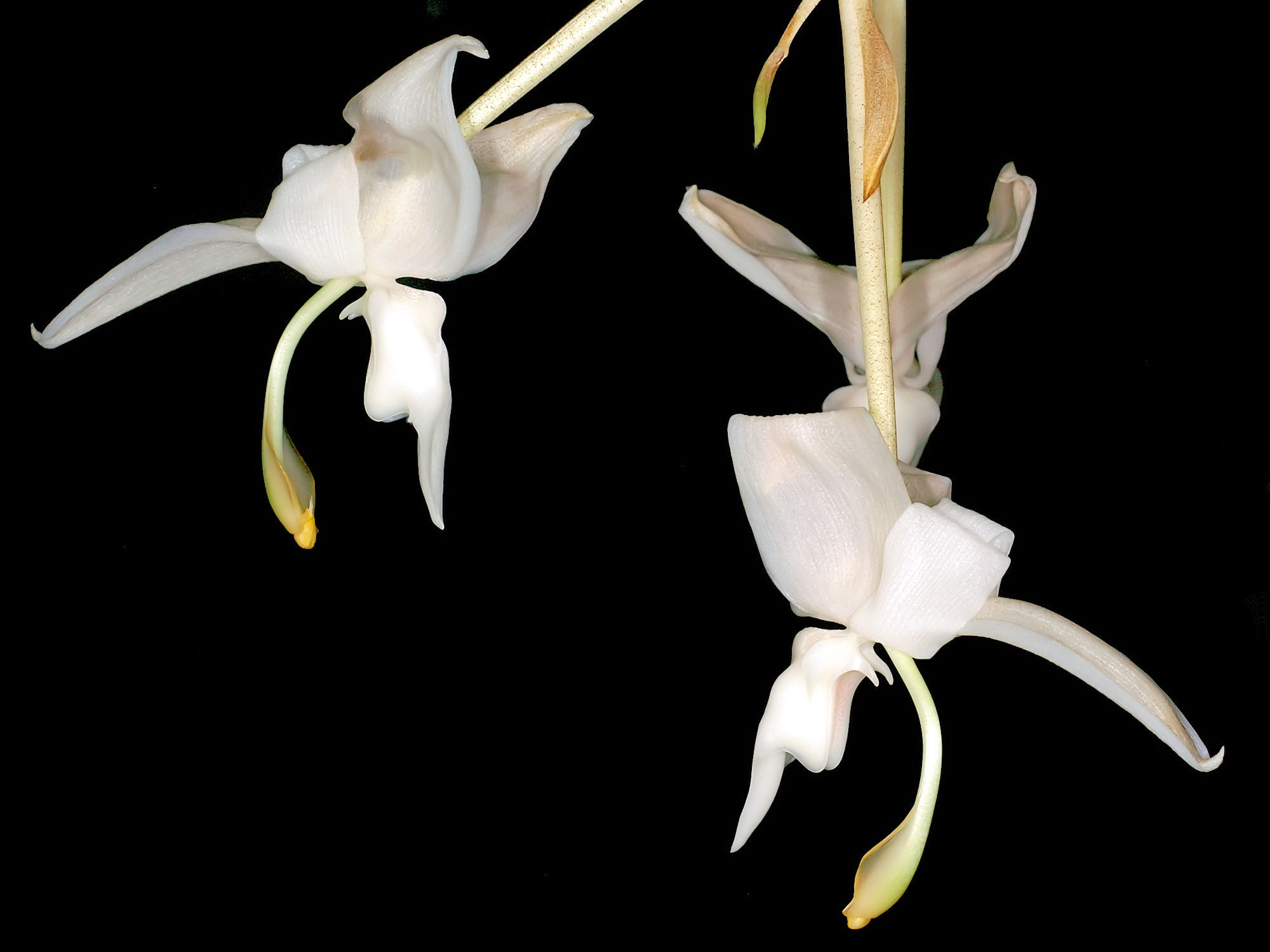
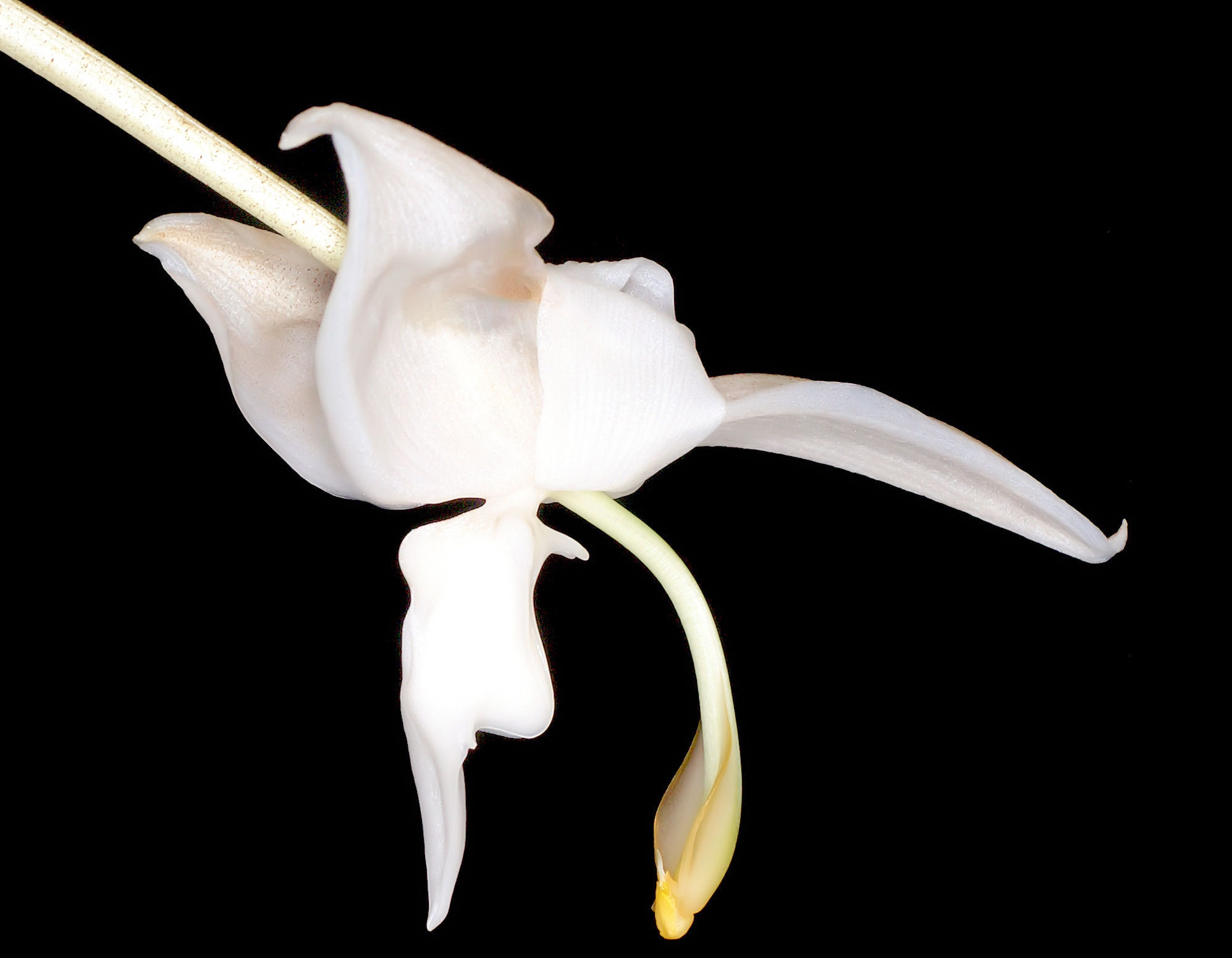
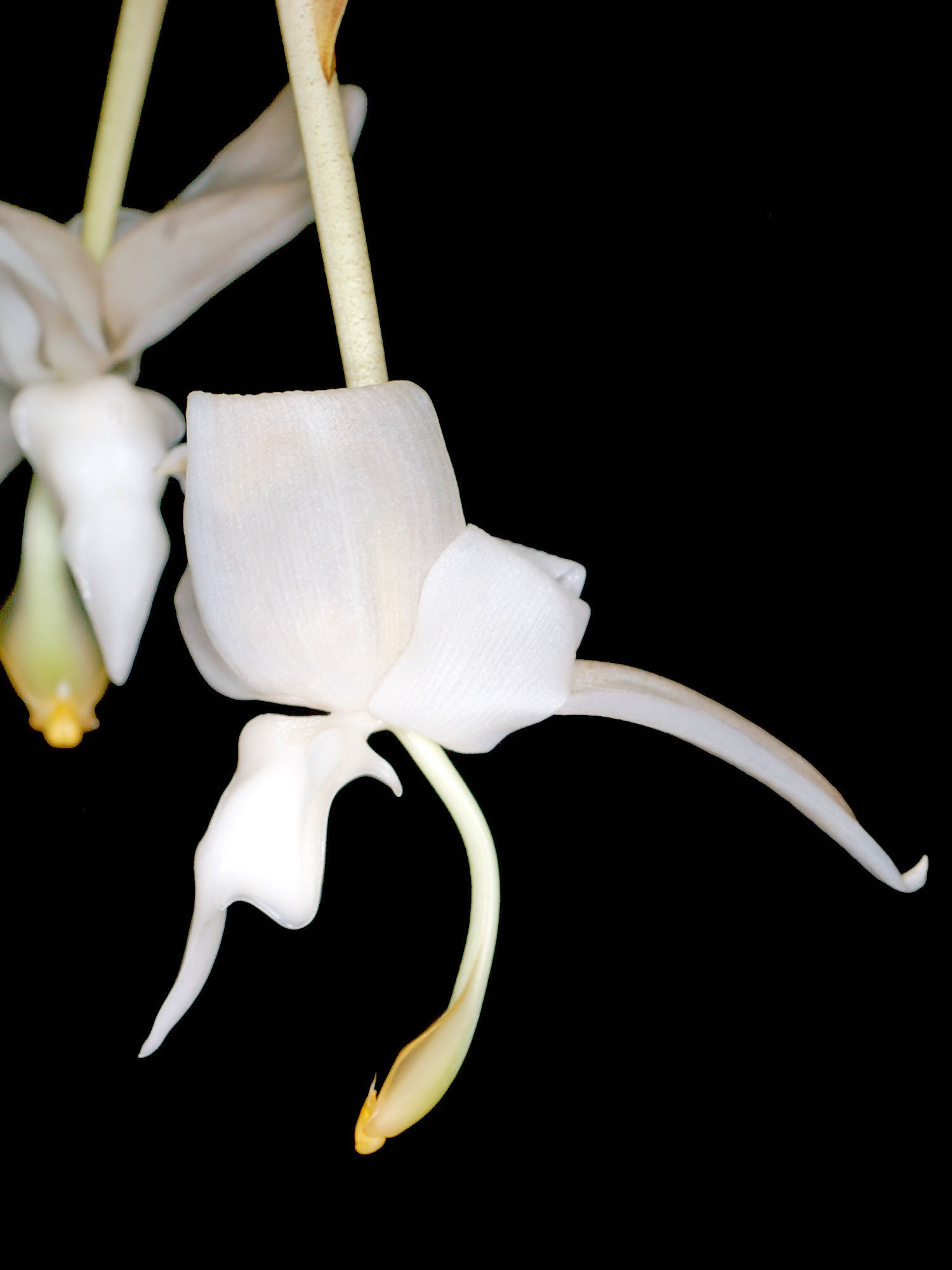